# Pherusa tenera
Pherusa tenera är en ringmaskart som först beskrevs av Grube 1868.  Pherusa tenera ingår i släktet Pherusa och familjen Flabelligeridae. Inga underarter finns listade i Catalogue of Life.